# Giulio Natta

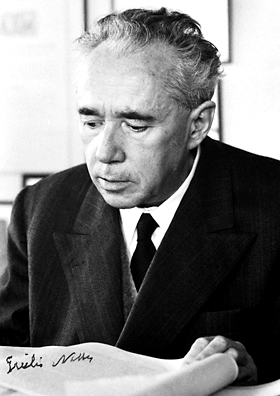
Giulio Natta

Giulio Natta (* 26. Februar 1903 in Imperia; † 2. Mai 1979 in Bergamo) war ein italienischer Chemiker und Nobelpreisträger.

## Leben und Werk
Natta besuchte das Colombo-Gymnasium in Genua und studierte Chemie-Ingenieurwesen am Polytechnikum Mailand, wo er 1924 promovierte. Ab 1933 war er für zwei Jahre Professor an der Universität Pavia und Direktor des Instituts für Allgemeine Chemie. 1935 übernahm er den Lehrstuhl für Physikalische Chemie an der Universität La Sapienza in Rom. Schon nach einem Jahr übernahm er das Institut für Industrielle Chemie an der Polytechnikum Turin. 
Er arbeitete in dieser Zeit auf verschiedenen Gebieten der Chemie. So untersuchte er die Eigenschaften von Kunststoffen mittels Röntgen- und Elektronendiffraktion, führte kinetische Studien der Methanolsynthese durch und begann mit der Herstellung von synthetischen Kautschuks. Weiterhin untersuchte er die Polymerisation von Olefinen, wobei er die stereospezifische Polymerisation von Olefinen und Ethinverbindungen sowie die asymmetrische Synthese optisch aktiver Polymere (bei ihnen sind sämtliche Seitenketten regelmäßig und in einer Ebene verteilt) entdeckte, wofür er mit Karl Ziegler im Jahre 1963 den Nobelpreis für Chemie erhielt.
Die Ziegler-Natta-Katalysatoren sind nach diesen Nobelpreisträgern benannt. Es sind Metallkomplexkatalysatoren, die bei der Reduktion von bestimmten Übergangsmetallverbindungen (wie Titan(III)-chlorid) mit geeigneten metallorganischen Verbindungen (beispielsweise  Diethylaluminiumchlorid) entstehen und die eine stereospezifische Polymerisation von Olefinen bei Normaldruck erzwingen.
1964 wurde er auswärtiges Mitglied der Académie des sciences und 1966 der Akademie der Wissenschaften der UdSSR.